# 薬莢

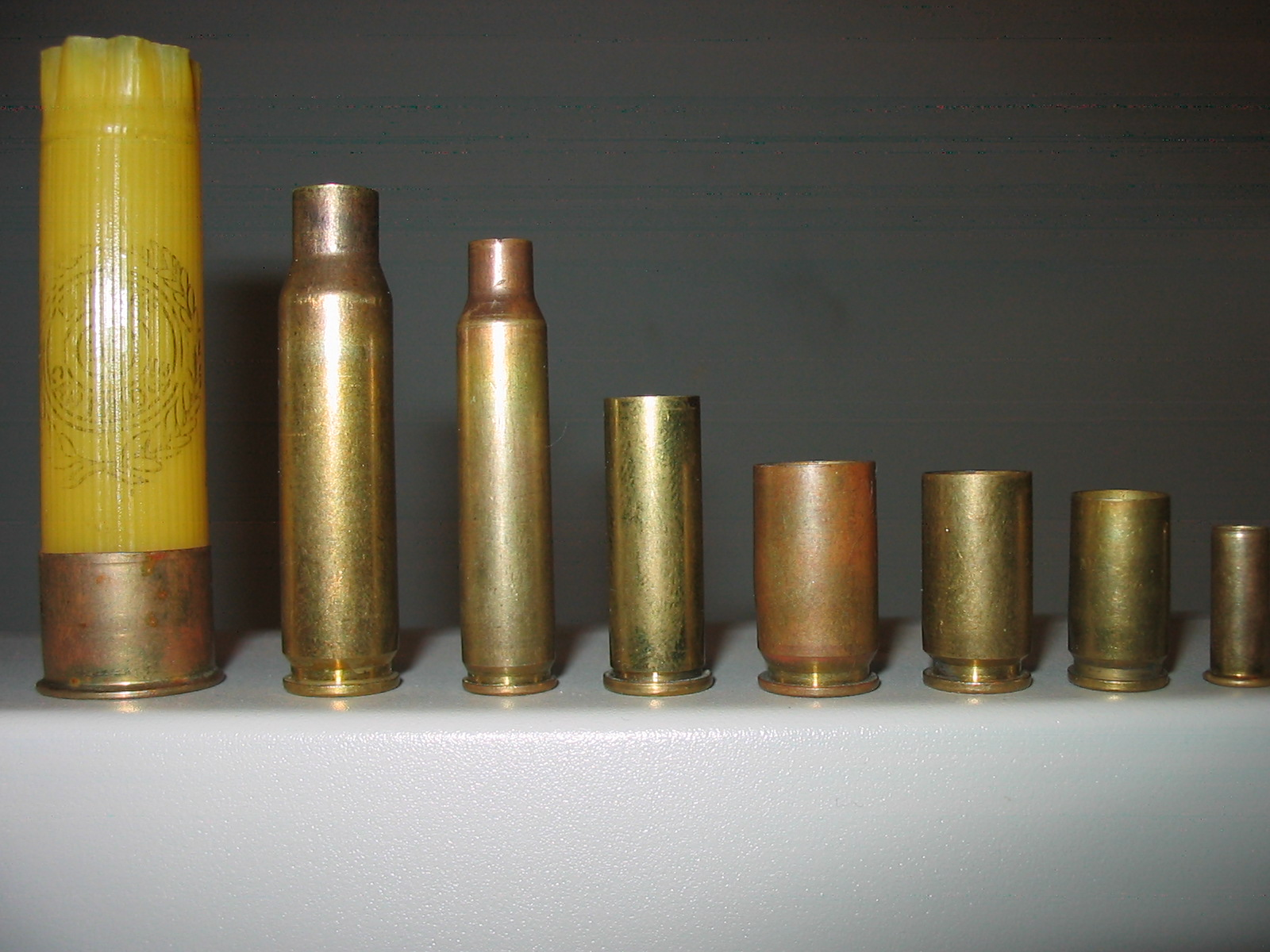
主なサイズの薬莢。左から20番散弾、7.62x51mm NATO弾、5.56x45mm NATO弾、.38スペシャル弾、.45ACP弾、.40S&W弾、9x19mmパラベラム弾、.22ロングライフル弾

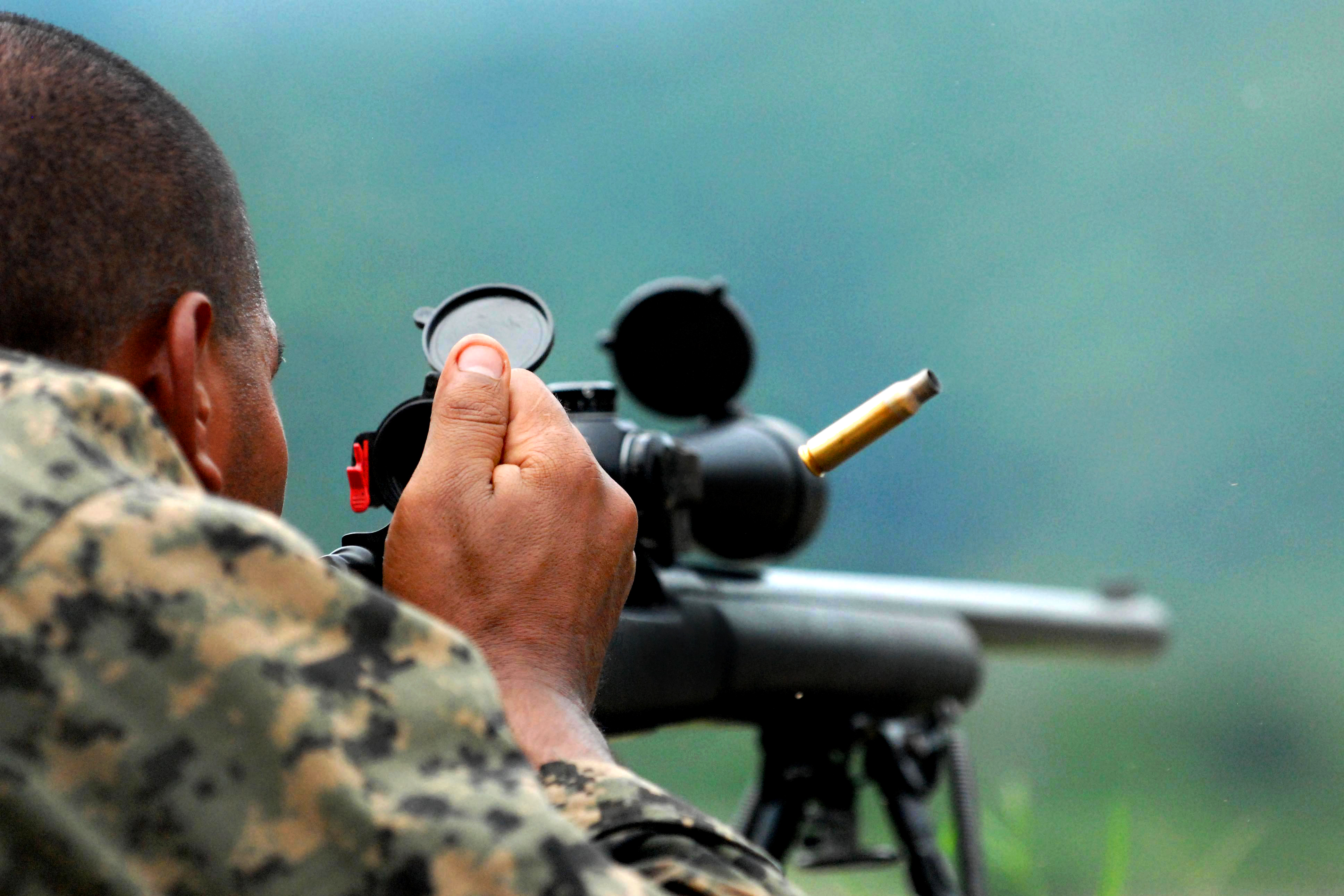
発射後、狙撃銃から排出される薬莢

薬莢（やっきょう、英: Case, 仏: Étui）または薬きょうは、銃砲の発射薬を詰める容器であり、これを用いると弾頭や火薬を銃砲へ迅速に装填することができる。また、発射薬を湿度や乾燥など環境の影響から保護することも、薬莢の重要な役割である。
現代では、薬莢は真鍮や軟鋼などの金属で作られている場合が多い。金属薬莢の利点は、発射時に発生する高温・高圧ガスの漏れを防ぐことができる点にある。

## デザイン

### 銃用薬莢

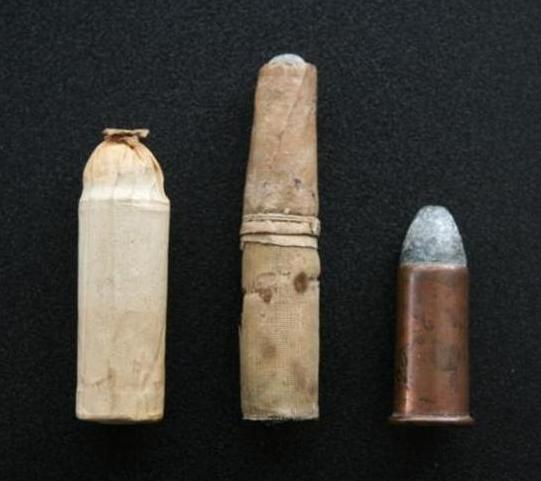
1860年代まで使用されていた各種の一体型薬莢
左1：ドライゼ銃用紙製薬莢
中：シャスポー銃用紙製薬莢
右：スペンサー銃用（56-50リムファイア弾）

現代の銃器は、雷管・発射薬・弾頭を薬莢にセットとして収めた実包を用いる製品が、一部の前装銃（マズルローダー）等を除き大多数を占めている。
薬莢式の銃を発射すると、発射ガスの圧力で薬莢が膨らむ。膨らむことで薬室内部に張り付き、発射ガスを漏らさないよう密封する。これにより、発生したガスを有効に利用することができる。
膨張して薬室に張りついた薬莢を容易に取り出せるように、薬莢底部にはリム（輪状の張り出し）が成形されており、遊底に取り付けられた抽筒子（エキストラクター）と噛み合うようになっている。
薬莢の形状は、初期には弾丸の口径と大体同じ円柱形のストレートケースで、これは現代でも比較的装薬量の少ない拳銃弾、散弾銃弾（ショットシェル）、グレネード弾などに用いられる。一方、小銃の高初速化が志向され装薬量が増えるとストレートケースのままでは薬莢が長くなりすぎるため、19世紀の末頃から金属加工技術の発達を受けて薬莢の胴を口径よりも太くした（薬莢の口の部分を細く絞った）形状のボトルネックケースや、全体が先細りの円錐勾配がつき薬室への長大な薬莢の出入で当たりが少ないテーパードケースが登場し、近現代の小銃弾の他、機関砲弾、戦車砲弾などの高初速弾薬で広く用いられている（ネック絞りとテーパード両方の成形がなされたものもある）。
一般的に利用されている薬莢には、発射薬に着火するための雷管の位置や種類によってバリエーションがある。（銃用雷管#種類も参照）
かつては、針打ち式（ニードルファイア系）、カニ目打ち式（ピンファイア系）、電気発火式といった多種多様な発火方式の薬莢が存在したが、現在一般的に利用されているのは、金属薬莢の底部中心位置に雷管を挿入し、これを叩いて発火させる方式のセンターファイア方式と、薬莢後端外周のリム部を中空構造として、その内部に雷汞などの発火薬を詰め、リムを叩いて発火させる方式のリムファイア方式である。
リムファイア方式は、

リム内の発火薬を均一に詰めることがいまだに難しく、センターファイア方式に比べて不発が出る確率が格段に高いことや、雷管が一体になっているために火薬・弾頭・雷管を詰めかえて再利用すること（リロード）ができないなどの欠点がある。
しかし、単純な構造で大量生産に向いており価格も非常に安いため、民生用途ではセンターファイア方式より広く普及している。
また、センターファイア方式の薬莢には、挿入される雷管のタイプによってベルダン式とボクサー式の2種類が存在し、欧州大陸の軍ではベルダン式が、英米系の軍ではボクサー式が使われており、日本では旧軍がベルダン式、自衛隊がボクサー式を使用している。

### 砲用薬莢

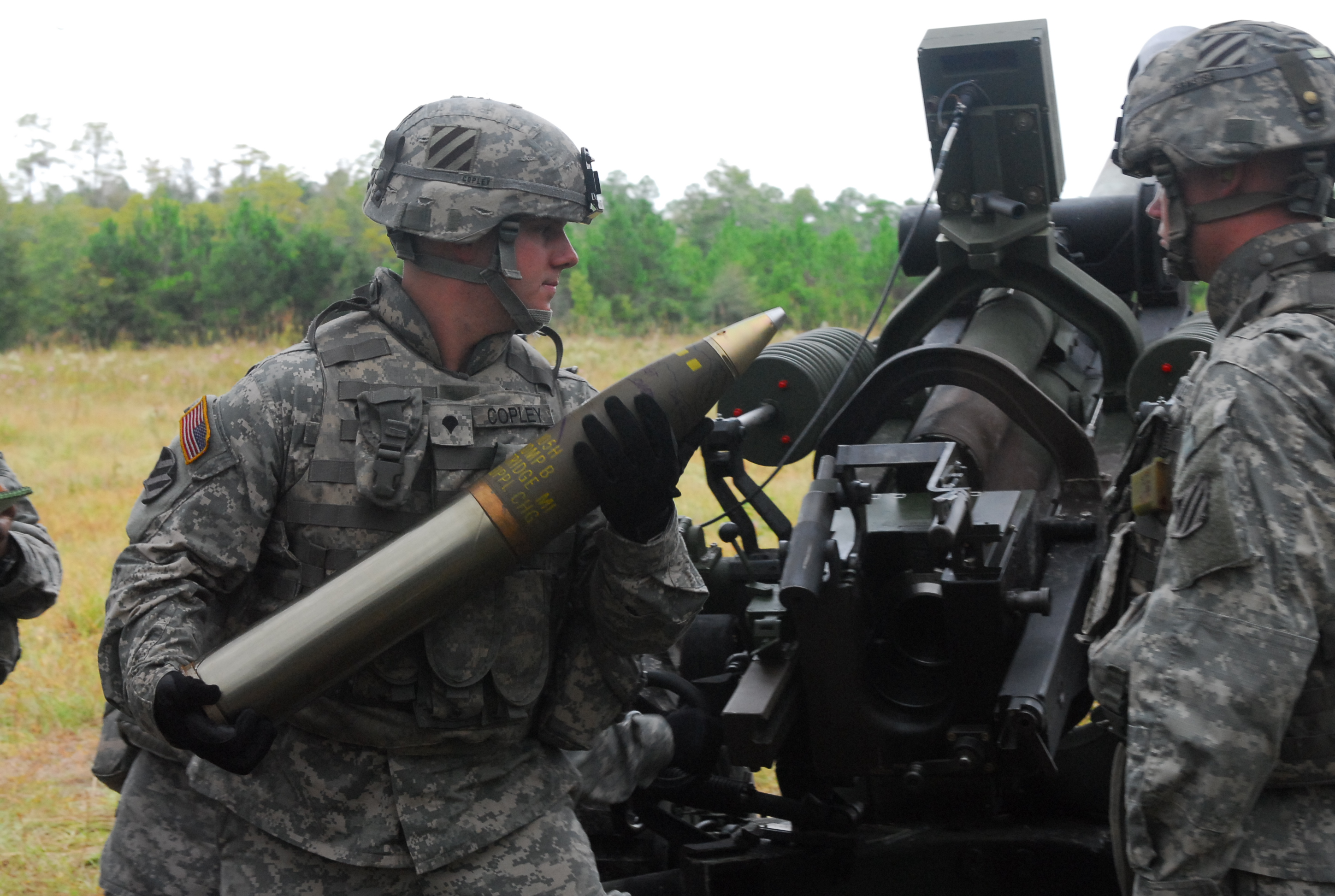
金属製薬莢を使うM119 105mm榴弾砲の砲弾

大口径の砲では発射薬が多いこともあり、漏洩する以上の発射薬を用いて威力の問題を解決できたため、薬莢の採用は遅れたが、発射薬が黒色火薬から無煙火薬に進化し腔圧が上がってくると、しだいに薬莢が採用されるようになった。金属薬莢式の砲を莢砲（きょうほう）とよび、砲弾と火薬（薬嚢）が分離しているものを嚢砲（のうほう）と呼ぶ。莢砲はさらに、弾頭と薬莢が固定されている固定薬莢砲（完全弾薬筒）と、弾頭と薬莢が固定されていない分離薬莢砲に分けられる。工作精度の向上による気密性の向上もあって、現在では莢砲と嚢砲は並存している。
固定薬莢式は装填動作が一回で済むので、自動装填装置の導入による連射速度の向上が容易であるが、その分砲弾の重量と全長がかさむので、大口径砲には不向きである。
嚢砲や分離薬莢砲では砲弾と装薬をそれぞれ一回の動作で装填する（大口径砲では薬嚢を複数に分け複数回かけて装填する場合もある）ため装填作業自体にかかる労力は小さくなるが、作業の回数が増える分連射速度が低下する。また、装薬量の加減によって射程を調整することも可能である。
一般的に、発射速度が重視される戦車砲や対戦車砲、高射砲、機関砲などで固定薬莢砲が多く、艦砲（特に主砲）などの大口径火砲では装填時の労力軽減を図るために嚢砲が多い。しかし、ドイツ海軍では口径28cmの艦砲でも莢砲を採用していたし、嚢砲の戦車砲も存在する。
榴弾砲やカノン砲の場合は口径や国によって方式がやや変わる。西側では比較的小型軽量な105mm榴弾砲では分離薬莢砲が、155mm以上の大口径砲の場合は嚢砲がそれぞれ主流である。これに対してソ連・ロシアでは口径122mm/130mm/152mmの火砲については分離薬莢砲が主流であり、口径203mmの2S7ピオン 203mm自走カノン砲については嚢砲である。
砲弾用の雷管には、特に高発射速度の航空機関砲や、一元的な射撃統制が行われる艦砲などで発砲タイミング精度に優れる電気発火が主に用いられる。
構造上および運用上、一般に迫撃砲・ロケット砲は薬莢を使用しない。

### 製法

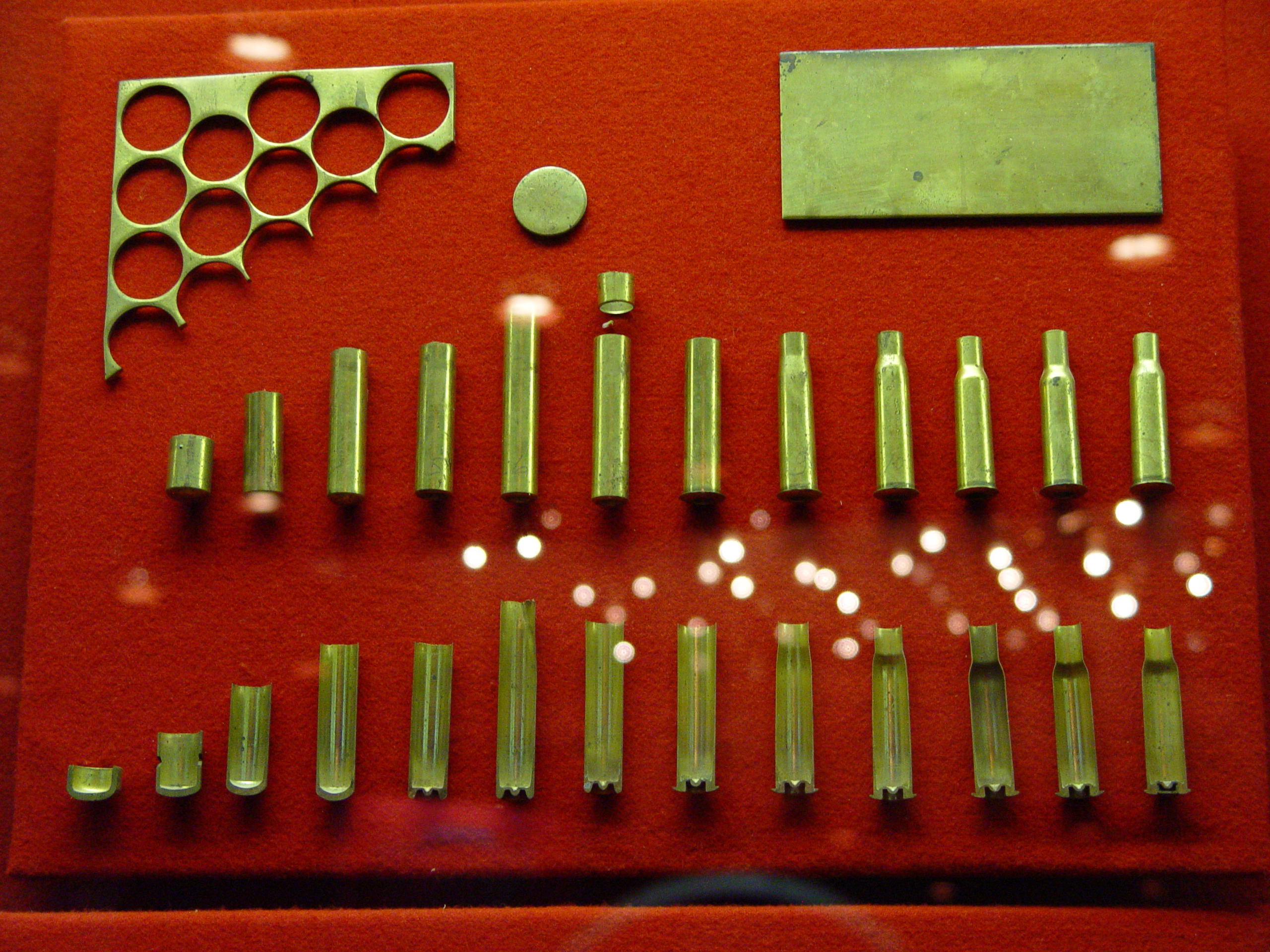
薬莢の製造工程を段階別に並べたもの、下段は各工程での断面を示す

最初期の金属薬莢であるリムファイア式薬莢は、銅板を深絞プレスで形成する技術が確立されたことで大量生産が可能となり、はじめて実用化された。
センターファイア式薬莢が発明された当時は、これを一体成型する技術は無く、薬莢基部だけを真鍮で作り、筒状に紙を巻いて糊付けした部品をはめ込む方法で製造されていたが、やがてプレス技術がこれに追いつき、一体成型された全金属製のセンターファイア式薬莢が実用化された。
第二次世界大戦中には、1ヶ月の生産量が3億個を超えた国すらあり、製造速度の高速化が求められ続けて来た。
2000年以降の最新式の製造装置では毎分1千個の薬莢を製造できる装置すら存在するが、その製法は19世紀後半に確立されたものと大差はない。
薬莢基部に厚さが必要なセンターファイア式と、全て均等な厚さのリムファイア式の差はあるものの、円盤状に打ち抜かれた素材を数回のプレスで円柱状に成型する段階までは両方式ともに同じである。
この後の工程では、リムファイア式はリム部の成型と発火薬の充填が行われ、センターファイア式ではリム部と雷管を挿入する穴を切削したり、ネックが絞られる場合は首絞プレスが行われる。
なお、工業技術が未熟な地域で密造される弾薬などは、金属の棒を規定の長さに切断してから旋盤で削って製造されている。この方法では大量生産の需要は到底満たせない上に、プレス加工によって製造された薬莢に比べて、脆く割れやすい薬莢になるため、低腔圧の拳銃弾程度までしか製造できない。

### 材質

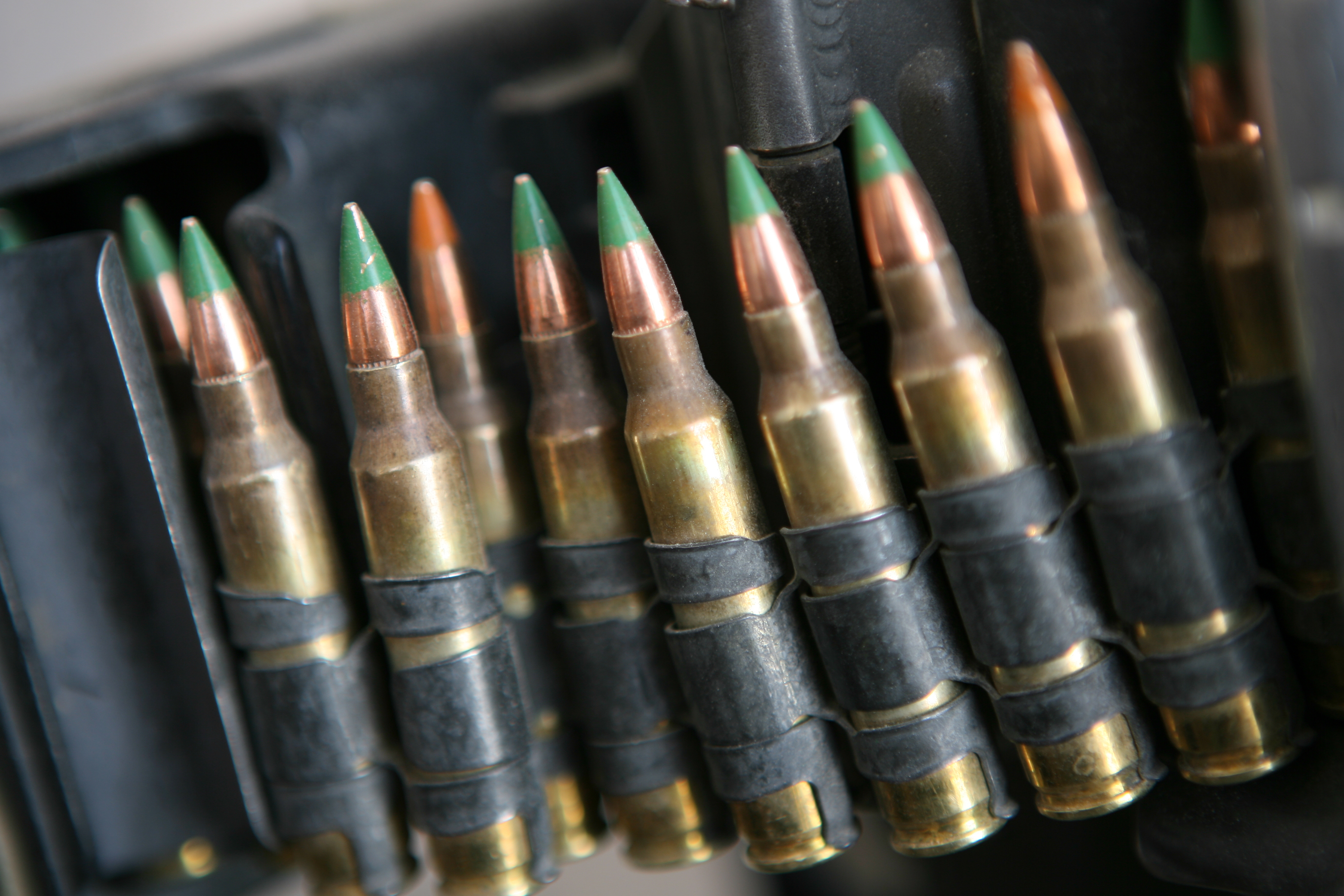
M249 SAW用ベルトリンクに繋がれたM855徹甲弾（緑・鋼鉄弾芯）とM856曳光弾（赤）：ネック部が黒ずんでいるのは製造時の高周波加熱の痕

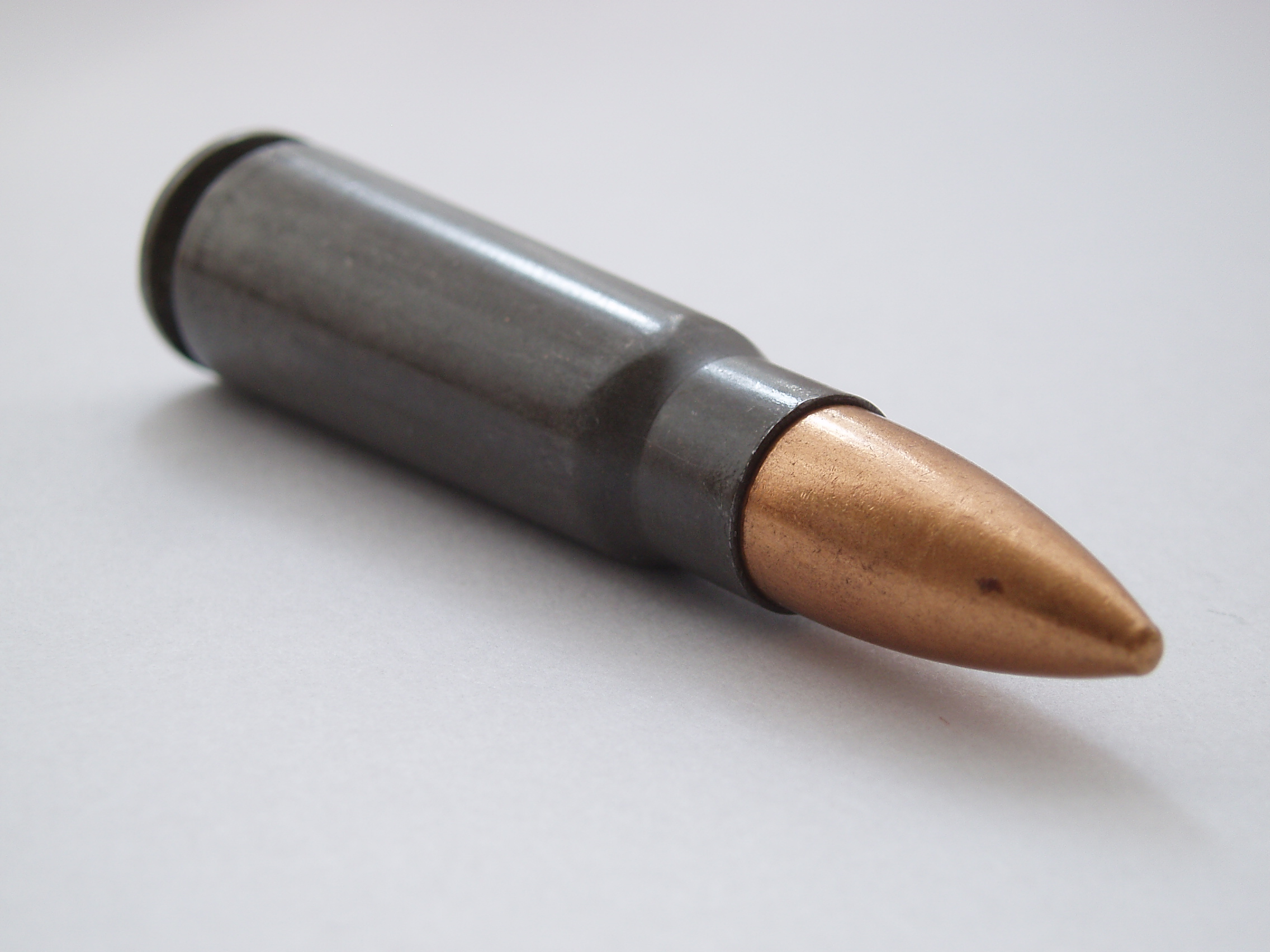
7.62x39mm弾：薬莢・弾頭ジャケットともに軟鋼製、雷管は腐食性ベルダン式

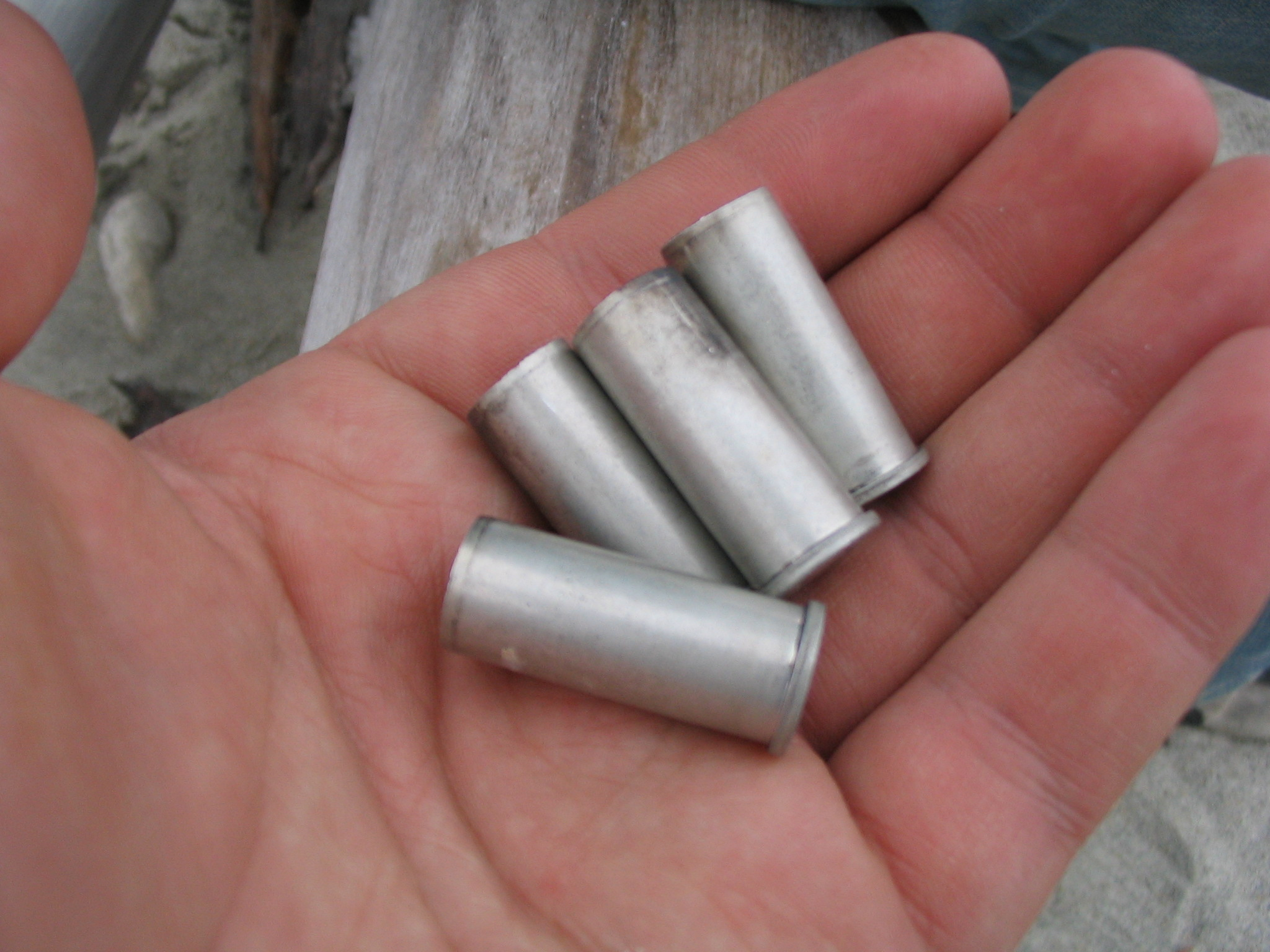
アルミ合金製の.44スペシャル弾薬莢

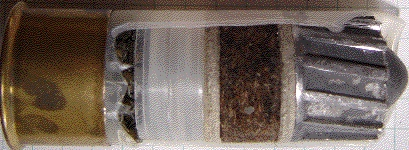
12番散弾装弾のカットモデル。薬莢の樹脂部分がスラッグ弾頭・ワッズ・装薬などを内包している。

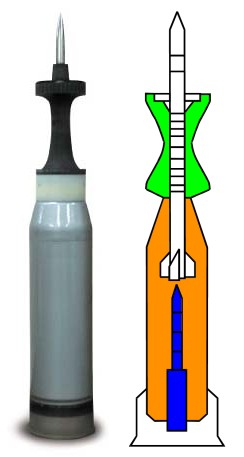
ラインメタル120mm滑腔砲用焼尽薬莢とM829弾頭

金属薬莢では発射薬が直接に封入されるため、発射薬と反応しない安定した材質が用いられた。伝統的に用いられている材質は、冷間加工性に優れた真鍮など銅系の合金であるが、銅は比較的高価であり、亜鉛も産地が偏在しているため、より安価な軟鋼で軍用の薬莢を製造することが試行され続けた。
しかし、20世紀前半までのプレス加工技術では軟鋼薬莢の製造は困難であり、多くの諸国では平時の演習などで使われた空薬莢の回収を兵士に求めており、特に資源に乏しかった日本軍では厳密な回収が求められ、薬莢を紛失した兵士が過酷な制裁を受ける伝統が存在した。資源が逼迫した大戦末期では九九式普通実包や九二式普通実包の鉄薬莢化も進められたが品質的に十分ではなく、火器自体の製造品質低下と相まって作動不良が増える原因となった。
これとは対照的に、豊富な資源と生産・兵站能力を誇る米軍は演習での空薬莢の回収をほとんど行わなかったため、日本や韓国の米軍演習場周辺では空薬莢拾いで生計を立てる人達がいたほどだった（ジラード事件を参照）。
第二次世界大戦下のドイツでは、銅の節約のために当時世界最高の水準にあったプレス加工技術を活かした軟鋼薬莢が実用化され、戦後ドイツの技術を得たソ連は、純鉄に近いほど柔らかな軟鋼素材でAK-47用の7.62x39mm弾などを大量生産したため、旧共産圏の弾薬の多くは軟鋼薬莢が主流となっている。
旧共産圏製の軟鋼薬莢は、酸化し易い軟鋼を保護するため表面にコーティング材が塗られ、缶に入った状態で配備されるものが大部分である。これら軟鋼薬莢は安価であるため、回収の必要も無く、雷管部も再充填の困難なベルダン式であるため、発射後に放置しておいても回収されて再利用される危険性は少ない。放っておけば自然に錆の塊と化して風化してしまうため、環境への負荷も小さい。一方これら弾薬のパッケージングは部隊レベルでの使用を前提に1000発単位の大型のもので、開封後の保管は想定されていない。軟鋼薬莢の普及はもっぱらこれら軍用弾に限られ、民間ユースを含む旧西側圏の薬莢は2022年現在に到るまで真鍮製が主流のままである。
また、弾薬を軽量化する目的でアルミ合金による薬莢の試作が行われ、この研究の過程でジュラルミンが発見されたことも広く知られており、アルミ製薬莢は高価ながら現在でも使用されている。
アルミは真鍮よりも割れ易いため、全体を薬室が囲んでいる回転式拳銃用の弾薬や、低腔圧で知られるU.S.M1カービン用弾薬などに用いられた。
腔圧の低い散弾銃の装弾では全金属構造の製品はまれで、薬莢底部のみ金属で作り、残りの前半部は厚紙やプラスチックで作られている。
最近では腔圧の高いライフル弾でも同様の薬莢が開発されており、民間市場にも出回っている。真鍮薬莢よりも軽量であるが、外力に対する耐久性に劣り（内圧に強いが柔らかい）、遠距離目標に対する命中精度も劣る。
アメリカ陸軍は2017年に開始した次世代分隊火器プログラム（NGSW）において新規格の6.8mm口径の採用を決め、弾薬には合成樹脂薬莢のTrue Velocity弾と、真鍮・ステンレス（及び継手部のアルミ）ハイブリッド薬莢の.277 FURY弾を候補と定め、2022年1月に後者を採用した。
ドイツ陸軍のレオパルト2や、陸上自衛隊の90式戦車などに採用されたラインメタル社の120mm滑腔砲では焼尽薬莢（しょうじんやっきよう）が採用されている。焼尽薬莢は発射薬の燃焼と共に燃え尽きて無くなってしまうニトロセルロース系素材、腔圧に耐えるために薬莢底部のみ金属素材で作られ、発射後は底部のみが排出される。
従来の戦車では、発射後の空薬莢の処理が問題となっていた。第二次大戦時の一部の戦車では、給弾と排莢のための小ハッチが砲塔に設けられていたが、戦訓によりこれらが溶接されてふさがれると、戦闘中に空薬莢を処理するための余裕が失われた際には、最悪の場合車内の床に空薬莢がゴロゴロ転がることとなり、戦闘行動に少なからず支障を来すこととなった。戦後では、T-62以降のソ連戦車などに自動排莢装置と、使用済み薬莢を車外へ排出するハッチの設置が見られた。これも、フィルター付きの換気装置が設けられているとはいえ、NBC環境下では車外の有害物質が侵入するリスクがあるとして、一部はその後にふさがれてしまった。結局、空薬莢の問題は焼尽薬莢の採用まで解決できなかった。ロシアなど旧ソ連諸国で開発された戦車の砲塔には、焼尽薬莢が普及して以降もなお、自動装填・排莢装置と連動して自動的に開閉する車外排出用ハッチが設けられている。もっとも、これは薬莢底部専用であるため、ハッチのサイズは必要最小限となっている。

## バリエーション

### ケースレス

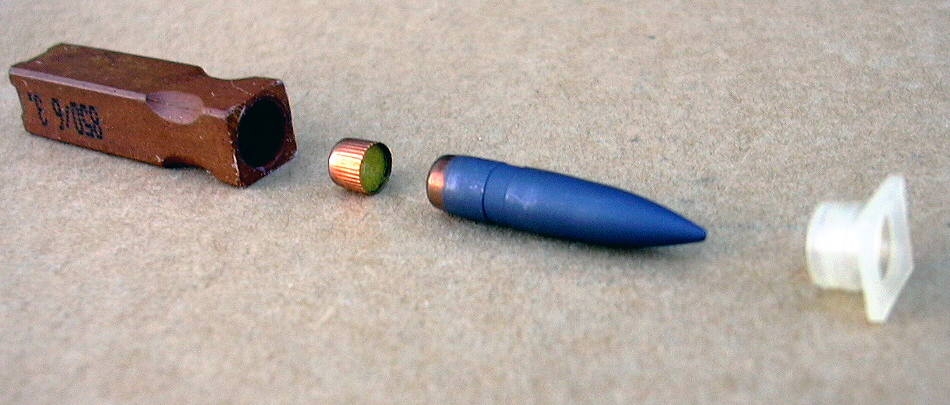
H&K社とダイナマイトノーベル社が試作したG11用4.73x33mm DM11 ケースレス弾
（左から）成型加工された推進薬、雷管、弾頭、保護キャップ

薬莢は金属資源を消費し、排莢動作により連射速度を制限し、弾薬の重量と体積を増加させて補給と携行に負担をかける。工作精度の向上と共に、薬莢を廃止してこれらの諸問題を解決しようとする試みがなされ、発射薬を特殊素材で固めて弾頭と起爆薬を張りつけたケースレス弾薬の研究が各国で行われた。
ケースレス弾薬の問題点の一つとして、コックオフと呼ばれる暴発現象がある。発射薬の燃焼による熱は、通常なら一部が薬莢に吸収された上で排出され、また薬室に熱が残っていても、次弾の発射薬はそれを覆う冷えた薬莢によって保護される。ケースレス弾薬の場合は薬室内が排熱不足に陥りやすく、更にそこへ発射薬が直接触れるので、暴発のリスクが大きくなる傾向にある。
最も実用に近づいたのは、ドイツのダイナマイト・ノーベル社の弾薬と、H&K社のG11 アサルトライフルである。ドイツ連邦軍でも採用が決まりかけたが、コストや信頼性の面で難があり、採用されずに試作のみに終わり、東西ドイツ再統一により、計画は凍結された。
なお薬嚢や液体装薬を用いた火器も薬莢を使用しないが、弾丸と発射薬が一つにパッケージされない点で上記のケースレス弾とは区別しうる。

### テレスコープ弾
小銃弾は、通常の弾薬と同様、薬莢の先端に弾頭を取り付けているが、ネックが絞られているため細くなっている部分が弱くなり、特にむき出しの弾頭が変形する可能性が拳銃弾よりも高い。
これらを解決するために研究されているテレスコープ弾というものがある。これは、細い弾頭を太い薬莢に埋め込んで弾頭の後部・周囲に装薬を詰めるもので、弾頭がむき出しになっておらず、薬莢に細くなっている部分が無いために衝撃に強い。また、全長が短くなるというメリットがある。
2010年代に到り、テレスコープ弾は40mm口径の機関砲「40 CTC」として本格的に実用化がなされた。
現在、テレスコープ弾を使用する制式銃は存在しないが、アメリカでM249に替わる新型機関銃が開発されている。薬莢の一部およびベルトリンクにポリマーを利用することで軽量化を図っている。薬莢の太さは.50口径ほどで、弾頭は5.56x45mm NATO弾のものを流用している。発射機構は、リヴォルヴァーカノンに似たものであると推測される。

## 歴史

### 出現まで
前装銃（前装式）の時代には、弾丸と火薬は銃口から別々に装填されていた。日本では木製の筒型容器に一発分の弾丸と火薬を組み合わせたものを携行し、装填の手間を短縮する方式がとられるようになり、これを「早合（はやごう）」と呼んだ。
欧州では、歩兵の装備として1発分の火薬と弾丸をソーセージのように紙で包んだ紙製薬莢を使い、装填時にその一端を噛み破り、中身の弾丸と火薬を装填する方法が19世紀中頃まで行われた。紙製薬莢は「パトローネ」「パトロン」「紙早合」などと呼ばれた。今日、包装用の褐色の紙を「ハトロン紙」と云うのはその名残である。
しかし、前装銃は伏せた状態や射撃姿勢を維持したままでの装填が困難であり、不発が生じた場合の対処に手間がかかることから、火器が普及した17世紀頃から各種の後装式（ブリーチローダー）銃が考案されるようになった。
19世紀初頭までにいくつかの実用的な後装式軍用銃が出現する時代が到来したが、依然として弾丸と火薬は別々の状態であり、後装式の形態も銃身後部を切断して独立した薬室とする形状のものであり、回転式拳銃と同様に銃身と薬室の繋ぎ目から漏れる発射ガスを放置するデザインだった（注：回転式拳銃がアメリカ合衆国で特許を取得したのは1836年であり、これら後装銃の出現より後のことである）。

### 黎明期

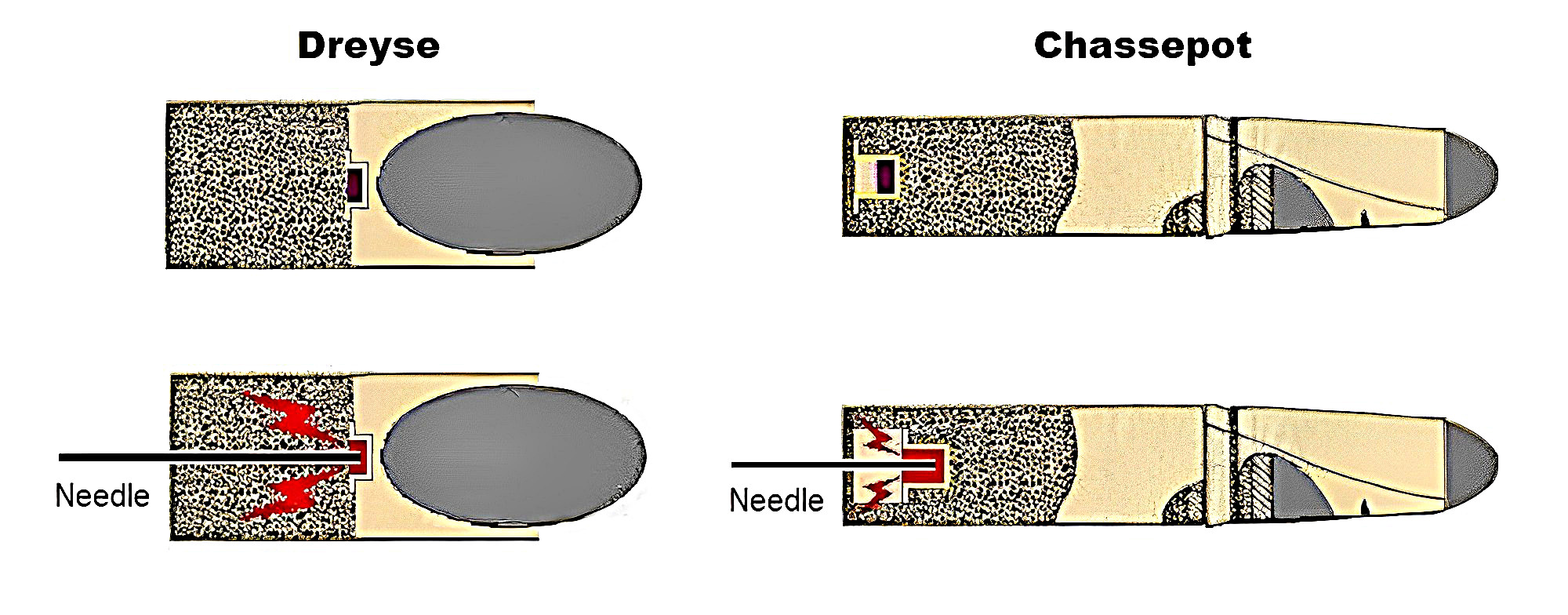
紙製薬莢の内部構造
左：ドライゼ用 右：シャスポー用

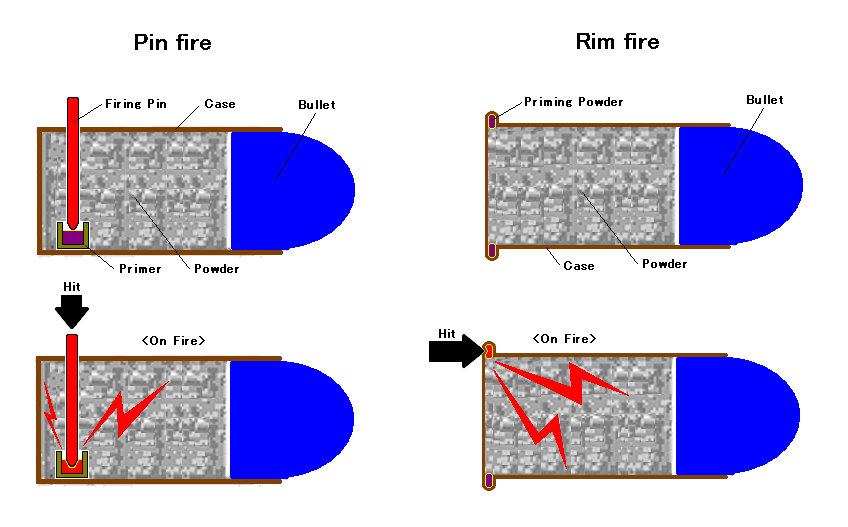
初期金属薬莢の内部構造
左：ピンファイア
右：リムファイア

1836年にプロイセンでドライゼ銃が発明された。同銃は、弾丸・発射薬・雷管を紙製のケースで包んだ薬莢を銃身後端から装填し、ボルトを銃身後端に密着させて閉鎖する仕組みと、後にボルトアクションと呼ばれる撃発機構を有し、完全ではないものの、発射ガスの漏れを防ぐことに成功した、最初の実用レベルの後装銃だった。
同じ年に、フランスのカシミール・ルフォーシュによって、側面に小さなピンが突出した形状の全金属薬莢であるピンファイア式（薬莢から飛び出したピンの外観から、カニ目打ち式とも呼ばれる）が発明され、これを用いる銃器が欧州から世界中に広く輸出されたため、日本にも多数現存している。
ピンファイア式は最初の実用金属薬莢となったが、発火薬を突くピンが露出しているため暴発の危険が高く、より安全に携行できる後発の薬莢が出現すると急速に衰退した。
1847年には、フランスのフロベールが、現代まで使われ続けているリムファイア式と呼ばれる一体型の金属薬莢を発明した。
翌年には、米国でロケットボールと呼ばれる、弾丸内部に発射薬・雷管を収めた形状の弾薬が発明され、1854年からヴォルカニック式連発銃として、S&W社から販売が開始された。
しかし、ロケットボールの構造には発射薬を増やせない限界があり、同社はリムファイア式の特許を買い取って、1858年からS&W No.1回転式拳銃用の弾薬として発売した結果、爆発的に普及した。
その後、大口径化した.44 Henryや、最初の実用機関銃であるガトリング砲用の.58 Gatlingなどのリムファイア式弾薬が製造されて大きな市場を得たが、無煙火薬の実用化と、より低伸性のある弾道を実現するための小口径化への流れの中で、より高腔圧の弾薬が志向されるようになると、薬莢基部を厚く作れない制約のあるリムファイア式は徐々に衰退し、現在では小口径のものだけが生き残っている。
一方、プロイセンのライバルだったフランスでも、紙製薬莢と後装式銃の開発が進められ、ほぼ完全にガス漏れを防いだシャスポー銃が1866年に採用され、紙製薬莢を使用する後装式銃は一応の完成を見たが、環境の変化に弱い紙製薬莢の欠点は克服されず、センターファイア式の金属薬莢が普及し始めると、置換されてその時代を終えた。
これら現在では消滅してしまったタイプの薬莢のうち、紙製薬莢・ヴォルカニック式・ピンファイア式の構造は、20世紀中盤に入ってから弾薬軽量化のために試作され始めた各種ケースレス弾薬のデザインの参考とされているものが散見される。